# Białczańska Czubka

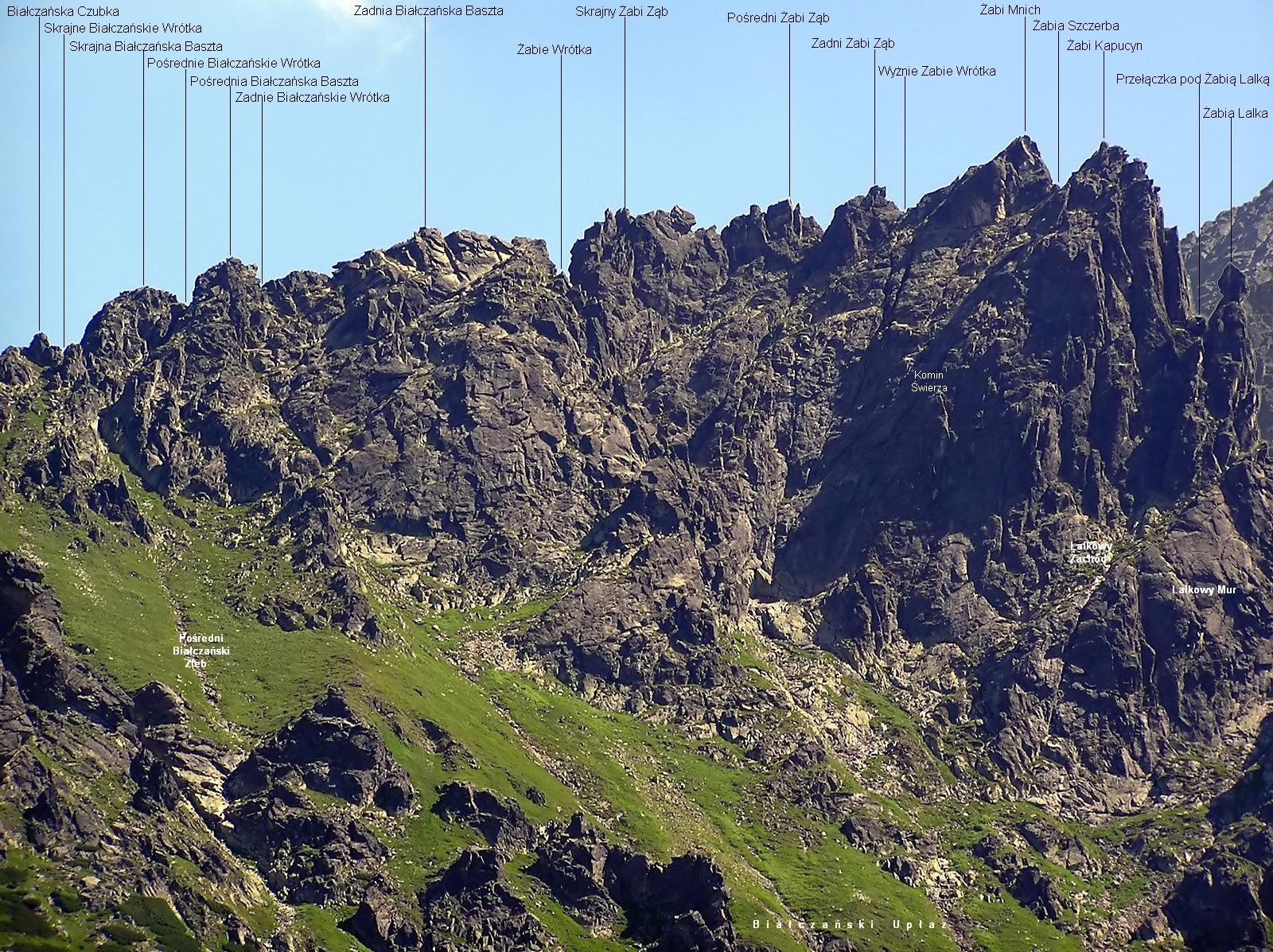
Widok z północnego zachodu

Białczańska Czubka (niem. Froschkoppe, słow. Bielovodská čuba, węg. Békás-púpocska, ok. 2060 m) – turniczka w Żabiej Grani w Tatrach Wysokich na granicy polsko-słowackiej. znajduje się pomiędzy przełęczami Pośrednia Białczańska Przełęcz (ok. 2040 m) i Skrajne Białczańskie Wrótka (ok. 2055 m).
Białczańska Czubka od południowo-zachodniej strony to niepozorna kopka w grani, od strony północno-wschodniej wygląda bardziej okazale. Na tę stronę opada z niej skalisto-trawiasta ściana o wysokości około 100 m. Najbardziej stroma jest jej górna część. Ta ściana znajduje się jednak w zamkniętym dla turystów i taterników obszarze ochrony ścisłej Tatrzańskiego Parku Narodowego.
Pierwsze przejście podczas przejścia granią od Pośredniej Białczańskiej Przełęczy do Żabich Wrótek: Edward W. Janczewski 25 lipca 1909 r. Obecna wycena tego przejścia to II, czas przejścia 30 min. Pierwsze przejście zimowe: Alojz Krupitzer i w. Spitzkopf 30 kwietnia 1936 roku.